# Міннесота-Біч (Північна Кароліна)
Міннесота-Біч (англ. Minnesott Beach) — місто (англ. town) в США, в окрузі Памліко штату Північна Кароліна. Населення — 530 осіб (2020).

## Географія
Міннесота-Біч розташована за координатами 34°59′15″ пн. ш. 76°49′29″ зх. д. / 34.98750° пн. ш. 76.82472° зх. д. (34.987523, -76.824709).  За даними Бюро перепису населення США в 2010 році місто мало площу 9,18 км², з яких 8,99 км² — суходіл та 0,19 км² — водойми.

## Демографія
Згідно з переписом 2010 року, у місті мешкало 440 осіб у 211 домогосподарстві у складі 147 родин. Густота населення становила 48 осіб/км².  Було 340 помешкань (37/км²).
Расовий склад населення:
| - 94,3 % — білих - 1,8 % — чорних або афроамериканців - 1,1 % — азіатів - 0,2 % — корінних американців - 1,1 % — осіб інших рас |

До двох чи більше рас належало 1,4 %. Частка іспаномовних становила 7,0 % від усіх жителів.
За віковим діапазоном населення розподілялося таким чином: 11,8 % — особи молодші 18 років, 57,5 % — особи у віці 18—64 років, 30,7 % — особи у віці 65 років та старші. Медіана віку мешканця становила 58,1 року. На 100 осіб жіночої статі у місті припадало 88,0 чоловіків;  на 100 жінок у віці від 18 років та старших — 91,1 чоловіків також старших 18 років.
Середній дохід на одне домашнє господарство  становив 75 091 долар США (медіана — 61 250), а середній дохід на одну сім'ю — 92 323 долари (медіана — 77 656). За межею бідності перебувало 6,0 % осіб, у тому числі 27,8 % дітей у віці до 18 років та 5,6 % осіб у віці 65 років та старших.
Цивільне працевлаштоване населення становило 159 осіб. Основні галузі зайнятості: освіта, охорона здоров'я та соціальна допомога — 23,9 %, роздрібна торгівля — 13,2 %, мистецтво, розваги та відпочинок — 13,2 %.